# فيل كيسيل
فيل كيسيل (بالإنجليزية: Phil Kessel)‏ هو لاعب هوكي الجليد أمريكي، ولد في 2 أكتوبر 1987 في ماديسون في الولايات المتحدة.

## وصلات خارجية
- فيل كيسيل على موقع دوري الهوكي الوطني (الإنجليزية)
- فيل كيسيل على موقع قاعة مشاهير الهوكي (لاعب أن.إتش.أل) (الإنجليزية)
- فيل كيسيل على موقع EliteProspects.com (الإنجليزية)
- فيل كيسيل على موقع HockeyDB.com (الإنجليزية)
- فيل كيسيل على موقع Hockey-Reference.com (الإنجليزية)
- فيل كيسيل على موقع أوليمبيديا (الإنجليزية)